# Estadi Kírov
L'estadi SM Kírov va ser un estadi multiusos de la ciutat de Sant Petersburg, Rússia. L'estadi va ser inaugurat el 30 de juliol de 1950 i va rebre el seu nom en honor al polític Serguei Kírov. Va ser utilitzat, principalment, per a la pràctica del futbol i el Zenit Sant Petersburg hi disputava els seus partits com a local.
Al lloc de l'estadi Kírov hi va començar la construcció d'un nou estadi el 2007, el Gazprom Arena, propietat del Zenit i que seria una de les seus dels partits de la Copa del Món de 2018. La inauguració es va programar per al juliol de 2016 i el cost de la construcció seria de més de 35 mil milions de rubles. Amb aquesta construcció el Zenit tornava al lloc del seu estadi original, on no hi jugava des del 1992.

## Història
La construcció de l'estadi es va iniciar el 1932, però la construcció es va veure interrompuda el 1944 pel Setge de Leningrad. Es va reiniciar el 1945, amb el retorn de l'Exèrcit Roig i els treballadors de la Segona Guerra Mundial a la ciutat de Leningrad. Va ser inaugurat el 30 de juliol de 1950 amb un partit entre el Zenit de Leningrad i el Dinamo de Leningrad.
Per al partit entre el FC Zenit i el CSKA de Moscou, el 14 de juliol de 1951 l'estadi va batre el rècord d'assistència a un partit de futbol a tota la Unió Soviètica amb uns 110 000 espectadors, dels quals 16 000 estaven drets. El 1994 el FC Zenit va canviar de seu, per anar a jugar a l'Estadi Petrovsky. El 2005 es va aprovar la demolició de l'estadi per donar pas a l'Estadi Zenit.
L'estadi va ser finalment demolit el setembre de 2006. L'últim partit disputat en aquest recinte va enfrontar el FC Petrotrest contra l'Spartak Shelkovo, amb victòria dels primers per 3-0.